# نیلوفر سفید
نیلوفر سفید (نام علمی: Ipomoea alba) نام یک گونه از سرده نیلوفر پیچ است.